# Маккуин, Стивен Р.
Сти́вен Чедвик Маккуи́н (англ. Steven Chadwick McQueen; известный как Стивен Ар Маккуин (англ. Steven R. McQueen), род. 13 июля 1988, Лос-Анджелес) — американский актёр, наиболее известен по роли Кайла Хантера в телесериале «Любовь вдовца» и роли Джереми Гилберта в телесериале «Дневники вампира».

## Биография

### Ранние годы
Стивен является внуком прославленного актёра Стива Маккуина, сыном Чеда Маккуина и пасынком бывшего канадского хоккеиста Люка Робитайла. У Стивена есть единокровные брат и сестра со стороны отца — Чейс и Мэдисон Маккуин, а также брат со стороны матери — Джесаре Робитайл. Стивен приходится троюродным братом Энрике Иглесиасу.

### Карьера
Мать Стивена не хотела, чтобы он становился актёром, но когда ему исполнилось 16 лет, он решил пойти на курсы актёрского мастерства. В 2005 году он получил эпизодическую роль в телесериале «Предел», а затем сыграл в сериале «Любовь вдовца». В 2007 году, снявшись в короткометражке «Club Soda», получил награду на кинофестивале в Беверли-Хиллз в номинации «Лучший актёр».
В марте 2009 года Маккуин получил роль Джереми Гилберта в телесериале «Дневники вампира» на канале CW и снимался в первых шести сезонах до 2015 года.
Спустя десять лет после своего актерского дебюта Маккуин присоединился к актерскому составу драмы NBC «Пожарные Чикаго» в премьере четвертого сезона в 2015 году в роли Джимми Борелли, нового кандидата, назначенного в пожарную часть 51.
В 2018 году, помимо того, что Маккуин был приглашенной звездой в фантастической драме «Наследие», он снялся в короткометражном фильме «Взлет», мировая премьера которого состоялась на Международном кинофестивале в Санта-Барбаре в 2018 году. Он также снялся в телевизионном фильме для Hallmark Original Movies, Вернулся домой к весне и завершил год, сыграв главную роль Джозефа Виттори, награжденного посмертно американской медалью Почета, в эпизоде документального сериала-антологии Netflix «Медаль почета».
В 2020 году Маккуин снялся вместе с исполнителем главной роли Нилом Макдоноу и Каспером Ван Диеном в телевизионном вестерне «Ордер». 

### Личная жизнь
В 2014 году состоял в отношениях с дочерью актёров Робин Райт и Шона Пенна — Дилан.
25 января 2018 года Маккуин объявил о своей помолвке с моделью Александрой Сильвой в Instagram, опубликовав черно-белую фотографию и цитату "Она сказала "да", но в мае 2018 года они расторгли помолвку.

## Фильмография
| Год       |    | Русское название                  | Оригинальное название | Роль                      |
| --------- | -- | --------------------------------- | --------------------- | ------------------------- |
| 2005      | с  | Предел                            | Threshold             | Джордан Питерс (1 эпизод) |
| 2005—2006 | с  | Любовь вдовца                     | Everwood              | Кайл Хантер (7 эпизодов)  |
| 2006      | ф  |                                   | Club Soda             | ребёнок                   |
| 2008      | тф | Спасатели во времени              | Minutemen             | Дэрек Бьюгард             |
| 2008      | с  | 4исла                             | Numb3rs               | Крейг Эзра (1 эпизод)     |
| 2008      | с  | Без следа                         | Without a Trace       | Уилл Дункан (1 эпизод)    |
| 2010      | ф  | Пираньи 3D                        | Piranha 3D            | Джейк Форестер            |
| 2008      | с  | C.S.I.: Место преступления Майами | CSI: Miami            | Кэйч Уолш (1 эпизод)      |
| 2009—2017 | с  | Дневники вампира                  | The Vampire Diaries   | Джереми Гилберт           |
| 2015—2016 | с  | Пожарные Чикаго                   | Chicago Fire          | Джимми Боррели            |
| 2016      | с  | Полиция Чикаго                    | Chicago PD            | Джимми Боррели            |
| 2018      | с  | Наследие                          | Legacies              | Джереми Гилберт           |